# 雷蒙德維爾 (德克薩斯州)
雷蒙德維爾（英語：Raymondville）是一個位於美國德克薩斯州威拉西縣的城市。根據2010年美國人口普查，該地共人口11284人，而該地的面積約為9.80平方千米。同時該地也是威拉西縣的縣治。

## 地理
雷蒙德維爾的座標為35°26′43″N 100°16′15″W / 35.44528°N 100.27083°W，而該地的平均海拔高度為9米（即30英尺）。